# Gesualdo (Dalbavie)
Pour les articles homonymes, voir Gesualdo.
Gesualdo est un opéra du compositeur Marc-André Dalbavie sur un livret de Richard Millet, créé en 2010 à Zurich. L'histoire est inspirée par un épisode de la vie du compositeur de la Renaissance, Carlo Gesualdo.

## Historique
Gesualdo est une commande de l'Opéra de Zürich composé par le français Marc-André Dalbavie sur un livret de l'écrivain français Richard Millet, l'histoire est inspirée par la vie du compositeur de la Renaissance, Carlo Gesualdo. 
Gesualdo est créé 9 octobre 2010 à l'Opernhaus de Zürich sous la direction du compositeur avec l'Orchestre de l'Opernhaus de Zürich, dans une mise en scène de Moshe Leiser et Patrice Caurier et des décors de Christian Fenouillat. L'opéra est programmé pour sept représentations.

## Description
Gesualdo est un opéra en trois actes en français. D'autres compositeurs avant ont écrit un opéra sur ce musicien, tels qu'Alfred Schnittke avec Gesualdo créé en 1995, Luca Francesconi avec Gesualdo Considered as a Murderer créé en 2004 ou encore Salvatore Sciarrino avec Gesualdo senza parole créé en 2013. En tout, ce ne sont pas moins d'une dizaine d'ouvrages qui ont été composés sur le compositeur italien, ce qui installe Marc-André Dalbavie dans une suite qui fait phénomène depuis le milieu du xxe siècle.
L'histoire écrite par Richard Millet reprend un épisode de la vie du compositeur italien Carlo Gesualdo, connu pour ses madrigaux et sa vie tourmentée, après qu'il assassine sa femme et l'amant de celle-ci. Le récit explore l'état d'esprit et la vie de l'homme après son acte, repentant dans les derniers mois de sa vie, mais qui continue sa vie débauchée, tout en ayant des difficultés à s'attacher à sa nouvelle femme et ses enfants.
Le compositeur cite certains passages des compositions pour voix de Carlo Gesualdo dans sa partition. Ces citations s'inscrivent notamment dans l'intervention d'un ensemble de six voix, les « madrigalistes ».

### Rôles
La distribution de Gesualdo comprend les personnages suivants, associés à leur tessiture et à leur créateur à Zürich en 2010 :
| Rôle                         | Tessiture     | Créateur            |
| ---------------------------- | ------------- | ------------------- |
| Carlo Gesualdo               | baryton       | Rodney Gilfry       |
| Eleonora, son épouse         | mezzo-soprano | Liliana Nikiteanu   |
| Emmanuele, son fils          | ténor         | Benjamin Bernheim   |
| Polissena, femme d'Emmanuele | soprano       | Marie-Adeline Henry |
| L'abbé                       |               | Konstantin Wolff    |
| Muzio Effrem, musicien       |               | Jérôme Billy        |
| Francesca, paysanne          | soprano       | Hélène Couture      |
| Pietro, valet                |               | Gabriel Bermudez    |
| Madrigaliste 1               |               | Susanne Grobholz    |
| Madrigaliste 2               |               | Ilker Arcayürek     |
| Madrigaliste 3               |               | Shinya Kitajima     |
| Madrigaliste 4               |               | Patrick Vogel       |
| Madrigaliste 5               |               | Aaron Agulay        |
| Madrigaliste 6               |               | Thomas Tatzl        |

### Instrumentation
L'instrumentation de Gesualdo comprend les instruments suivants :
- Bois : 3 flûtes, 2 hautbois, 3 clarinettes, 2 bassons ;
- cuivres : 4 cors, 3 trompettes, 3 trombones ;
- autres : timbales, 2 percussionnistes, harpe, célesta ;
- cordes.

## Réception critique
Issu de la musique spectrale, le compositeur Marc-André Dalbavie compose un opéra qui exploite intésement le timbre, recherchant les « sonorités rutilantes de l’orchestre » et accorde une grande place au lyrisme pour le chant des solistes.